# アスクとエムブラ

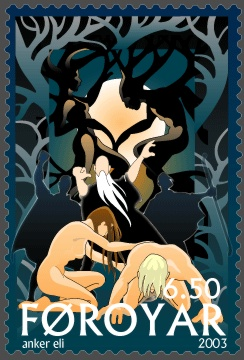
フェロー諸島で2003年に発行された郵便切手に描かれたアスクとエムブラ。アンカー・エリ・ペーターセンによる

アスクとエムブラは、北欧神話において神々に創造された最初の人間の男女である。
男性がアスク（古ノルド語: Askr、英語: Ask）、女性がエムブラ（古ノルド語・英語：Embla）である。
『スノッリのエッダ』第一部『ギュルヴィたぶらかし』第231章においては、オーディンとその兄弟ヴィリとヴェーが、この最初の男女の創造者であった。
3人は浜辺で2本の流木を拾うと、それらに人間の形を与えた。
オーディンはそれに息吹を与えた。また、ヴィリは感情と知性を与え、ヴェーは言葉と感覚を与えた。
『古エッダ』の『巫女の予言』では、経緯が若干異なる。オーディンの他に創造に関わったのはヘーニルとローズルであった。ヘーニルは2人に心を与え、ローズルは生命の暖かさと良い姿を与えた、と書かれている。
トネリコから造られた男性アスクと、ニレから造られた女性エムブラ。この2人の人間がすべての人類の先祖となった。2人はミズガルズに住んだ。
シーグルズル・ノルダルは、「アスクとエムブラ」は、旧約聖書の『創世記』で語られる最初の男女「アダム(Adam)とイブ(Eva)」と、名前の頭文字が同じであるが、これはまったくの偶然であろうと考えている。アスク(Askr)は木の名、トネリコのことである。エムブラ(Embla)は、ゲルマン祖語形がambilonであるならば、ゲルマン人にはつた植物を意味する語であっただろう。昔、火をおこす際には、堅い木で作った棒を柔らかい木の切り株に錐もみしていた。このことから、命も同様に2種の木の交接から生まれるという考えが生じた。トネリコは固く、またつた植物は柔らかくて発火に適しているとされていた。2人の名にはこうした古い民間信仰が潜んでいるとノルダルは考えている。